# Kleit
Kleit (vroegere spelling Cleyt) is een gehucht in Maldegem in de Belgische provincie Oost-Vlaanderen. Het gehucht ligt in het zuiden van de gemeente, met een oppervlakte van 2150 ha. In 2022 telde het dorp 2709 inwoners.
De naam Kleit komt van de dikke kleilaag die hier dicht onder de oppervlakte aanwezig is. De inwoners van Kleit worden Kleitenaars genoemd. Hun bijnaam is de "bezembinders", naar de relatief veel bezembinders die vroeger in de streek woonden.
In het noorden van Kleit vindt men een natuurlijke heuvel, de Kampel, die 26 meter hoog is.

## Geschiedenis
De Abdijhoeve van Papinglo is een oude ontginningshoeve in het Maldegemveld, een gebied van woeste grond ten zuiden van Kleit dat in de middeleeuwen geleidelijk is ontgonnen.
Ook vindt men hier de Burkelhoeve of de Hoeve van Groot-Burkel, die in de 13e eeuw werd opgericht door de Abdij Ter Doest met de bedoeling om de heide te ontginnen, wat door onderling geruzie niet effectief gebeurde. In 1624 nam de Abdij Ter Duinen de hoeve over. Met name in de tweede helft van de 18e eeuw werd de ontginning met voortvarendheid voortgezet.
De naam 'Burkel' betekent 'Berkenbos'. De 13e-eeuwse Burkelhoeve bevond zich op de plaats van het huidige Hof Ter Duinen. Hiervan is nog een restant van de omwalling overgebleven. In de eerste helft van de 19e eeuw ging het bezit over op de familie Lippens uit Knokke die er nu nog een jachtslot bezit. De hoeven en bijbehorende grond werden in het begin van de 21e eeuw aan de pachters verkocht. De Groot-Burkelhoeve is een 18e-eeuwse hoeve.
Op de Ferrariskaart uit de jaren 1770 is de plaats weergegeven als het gehucht Cleyt, aan de noordrand van het onontgonnen Maldegem Veldt, waar de kaart ook de Papinglohoeve (Cense Papingloo) weergeeft.
Bij Koninklijk Besluit van 24 april 1857 werd in Kleit een zelfstandige parochie opgericht. Een kerk werd opgetrokken tussen 1858 en 1863.
Sedert 1952 is Kleit een bedevaartplaats, waar men in de meimaand de Mariagrot met processiepark bezoekt. 
Sinds 1958 wordt Kleit in tweeën gesplitst door de Aalterbaan (N44).

## Bezienswaardigheden
- De Sint-Vincentius a Paulokerk (Kleit), een neogotische kerk uit 1863. De kerk bezit een preekstoel met mooi houtsnijwerk uit 1661 en een tabernakel in barokstijl. Ook zijn er muurschilderingen in de kerk. Buiten de kerk zijn kapelletjes ter ere van Sint-Antonius Abt en de Heilige Cornelius.
- Mariagrot van Maldegem-Kleit. Dit bevindt zich in een overblijfsel van het Kluisbos naast de kerk. Daarnaast bevindt zich aan de weg naar Ursel de kapel Onze Lieve Vrouw van de Doorn. Deze bezit een houten Mariabeeld dat van Spaanse afkomst zou zijn. Het wordt vereerd aan een doornboom tegenover herberg 'Het Moorken'.
- Ceulenaersmolen, een molenrestant
- Abdijhoeve van Papinglo
- Hoeve Groot-Burkel
- Monument Charge van Burkel
- Kasteel Prinsenveld

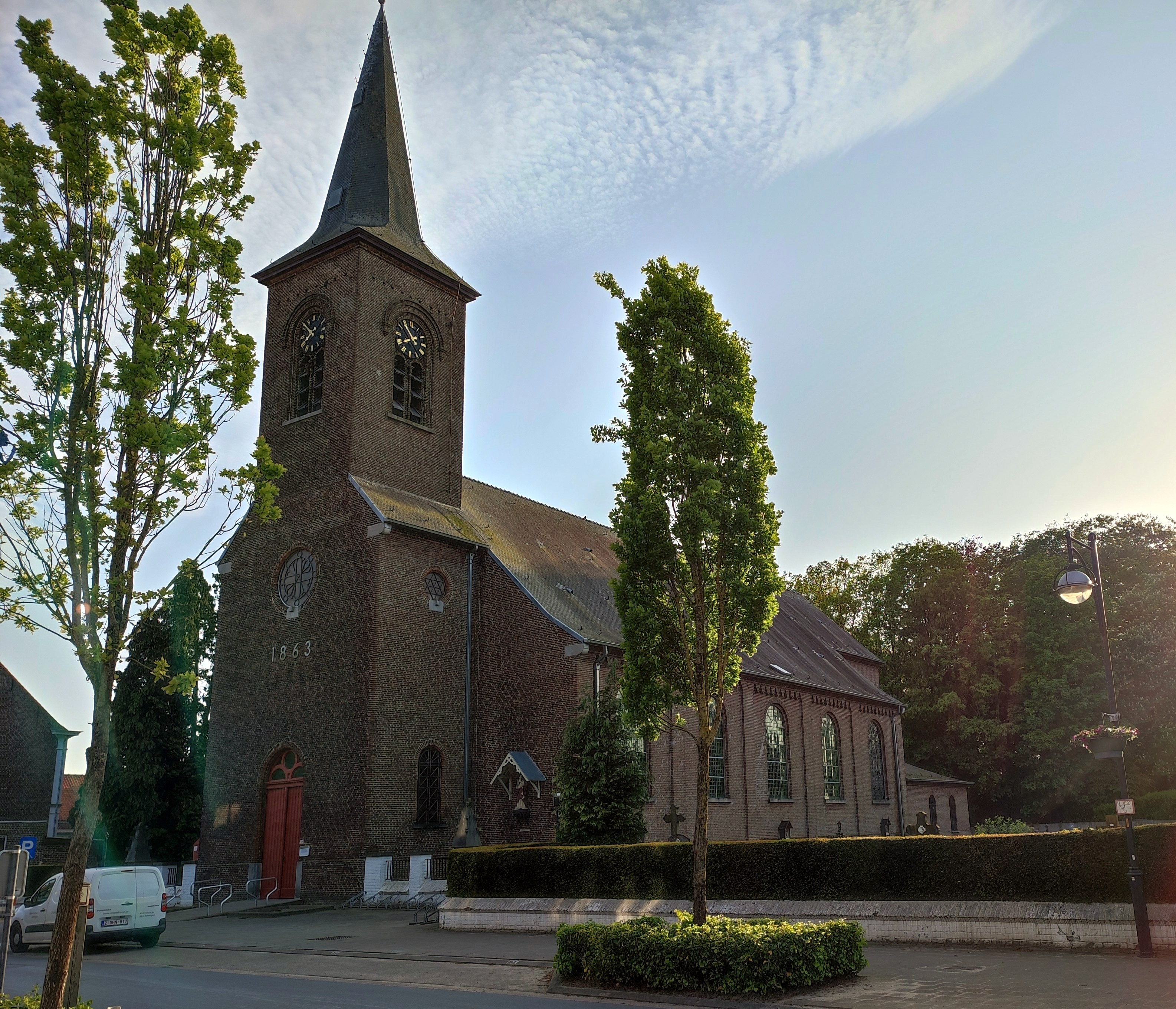
Sint-Vincentius a Paulokerk (1863)
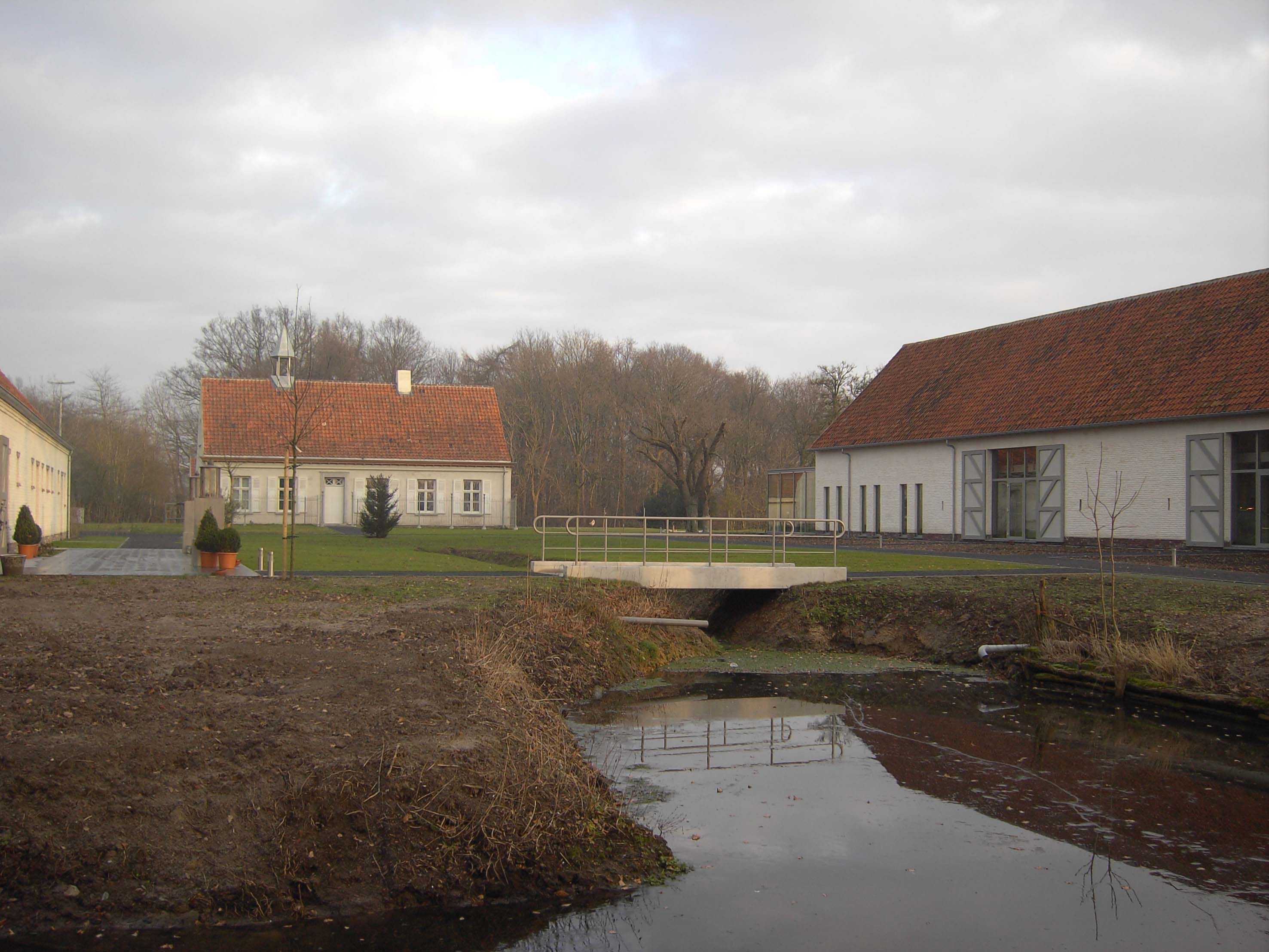
Hoeve Papinglo (1756)
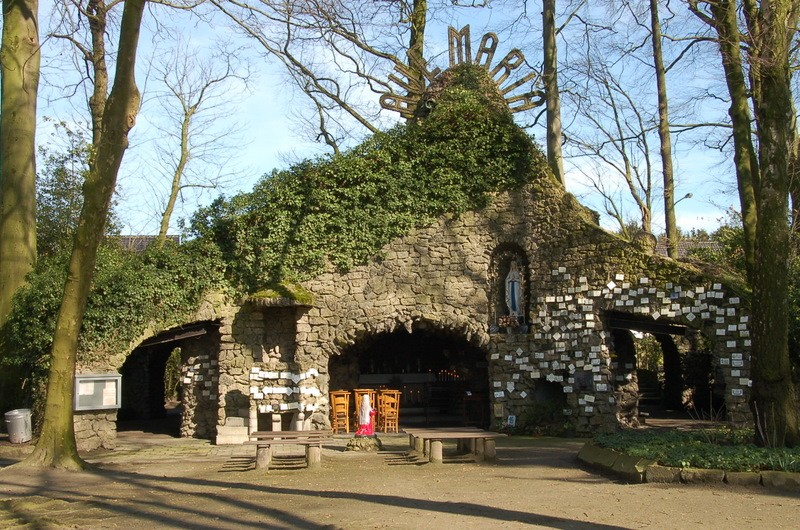
Mariagrot (1952)
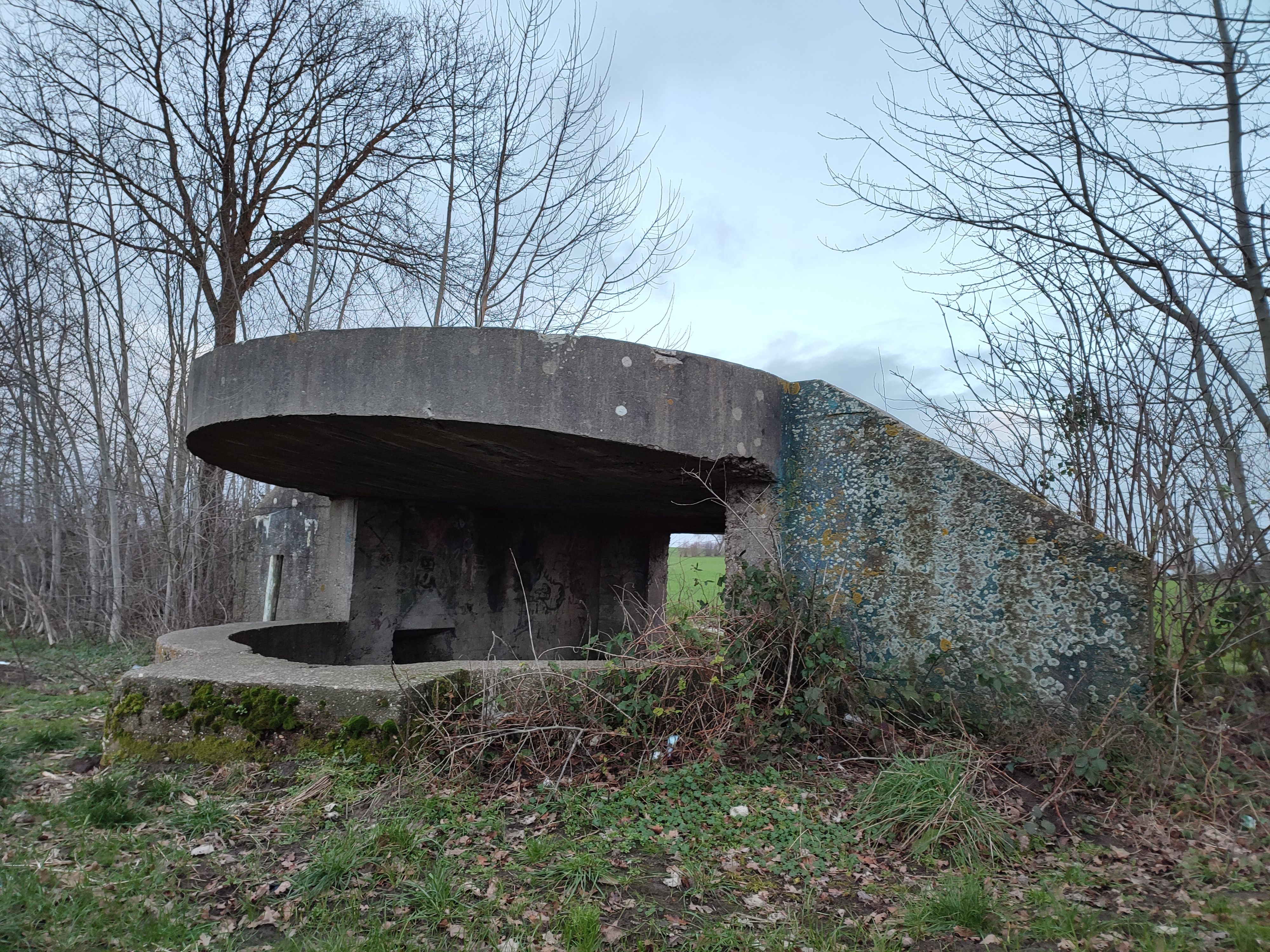
Bunker Tweede Wereldoorlog (1940)
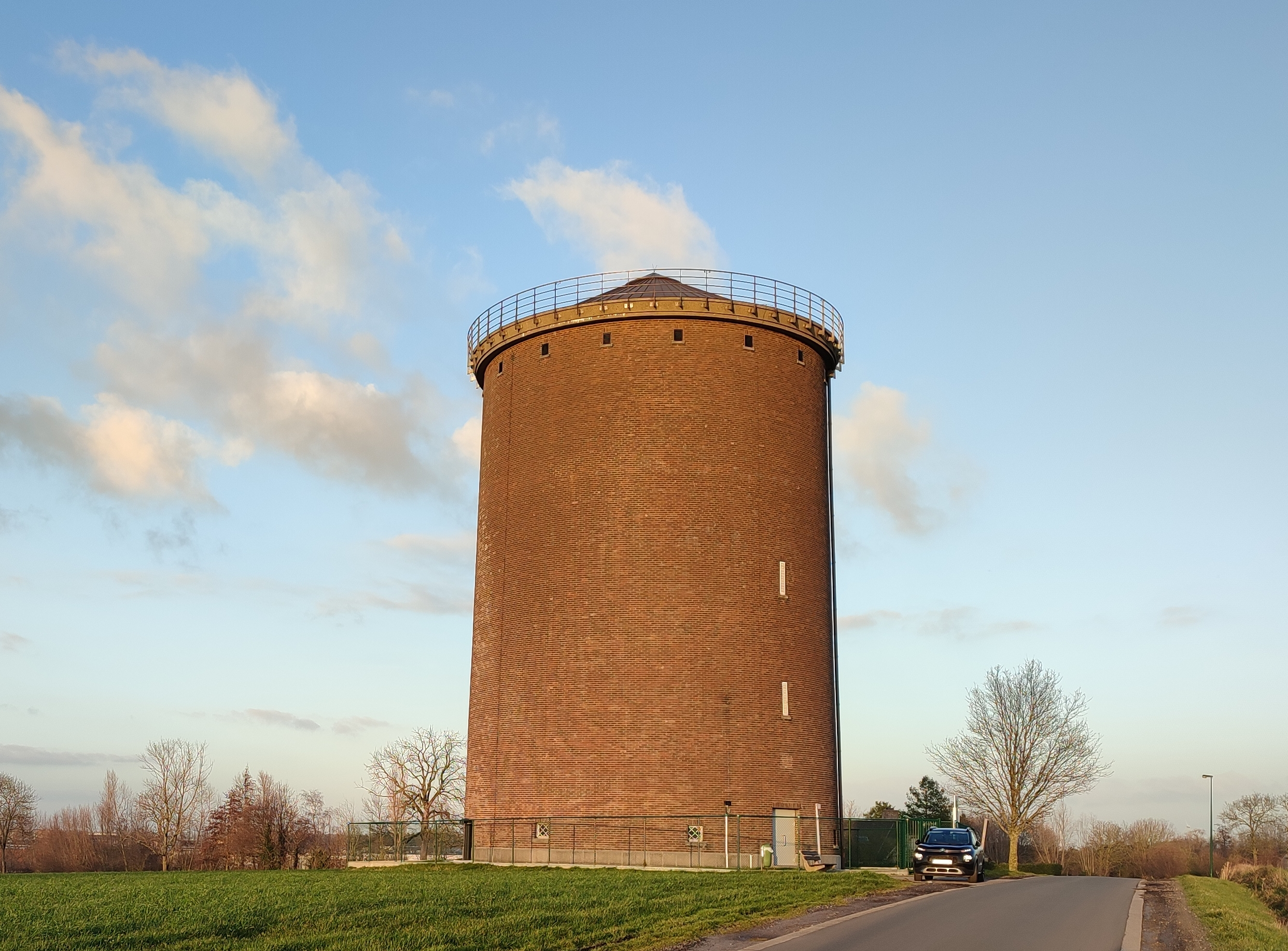
Watertoren op de Kampel (1971)

## Natuur en landschap
Kleit ligt op een hoogte van ongeveer 15 meter. Bij Kleit vindt men de Cuesta Zomergem-Oedelem, waar tertiaire klei dicht aan de oppervlakte komt, welke klei aldaar gewonnen werd. Er zijn diverse natuurgebieden: Torrebos, Drongengoedbos en Kallekesbos bij Burkel. Deze zijn gelegen op het voormalige Maldegemveld, tegenwoordig een ontginningslandschap.

## Verkeer en vervoer
Langs Kleit loopt de gewestweg N44 (Aalterbaan) tussen Aalter en Maldegem-centrum. De weg vormt daarmee ook een verbinding tussen de autosnelweg A10/E40 en de N49/E34, richting Knokke.

## Sport
Voetbalclub FC Kleit Maldegem is aangesloten bij de KBVB en er actief in de provinciale reeksen.

## Bekende Kleitenaars
- Professor Johan Taeldeman, taalkundige met veel publicaties over Vlaamse dialecten.
- Gerda Sierens, voormalig Belgisch kampioene wielrennen.

## Naburige kernen
Maldegem, Knesselare, Oostwinkel, Adegem